# 긴털쥐
긴털쥐(Rattus villosissimus)는 시궁쥐속에 속하는 설치류의 일종이다. 오스트레일리아의 토착종이다. 긴털쥐는 다른 일반명 "전염병쥐"(plague rat)로 불릴 정도로, 오스트레일리아의 광활한 지역에서 개체수 폭발로 유명하다. 긴털쥐에 대한 대부분의 연구는 개체수 변동이 심했던 시기에 이루어졌고, 그래서 개체수 폭발이 없었던 시기의 생태에 대해서는 거의 알려져 있지 않다.

## 특징
긴털쥐는 부드러운 털 아래 부위를 보호하기 위한 일종의 바깥층을 형성하는 아주 길고 거친 조모로 구별할 수 있다. 털은 검은 조모와 함께 보통 밝은 회색이고 전체적으로 회색빛 반점 모양을 띤다. 이는 황갈색 또는 갈색을 띠는 대부분의 다른 쥐와 구별되는 특징이다. 수컷 긴털쥐는 평균 몸길이가 최대 187mm, 꼬리 길이 약 150mm까지 자라는 반면에 암컷은 평균 몸길이 167mm에 꼬리 길이 약 141mm까지 자란다. 평균 몸무게는 수컷이 156g, 암컷은 112g이다.

## 서식지
긴털쥐는 일반적으로 온대와 아열대 기후 지역, 사막과 수림 지대 초원 지역에서 발견된다. 그러나 개체수가 폭발하는 동안에는 실제로 농가와 농장을 포함한 여러 서식지뿐만 아니라 수수와 귀리같은 경작지를 침범하여 발견될 수 있다. 그렇지만 개체수가 적으면 먹이와 수원지에 가까운 훨씬 더 작은 지역에 제한적으로 분포한다. 긴털쥐는 은신처로 식물이 무성한 곳이나 굴에 의존한다. 굴의 복잡한 정도는 단순하고 얕은 통로를 가진 굴부터 여러 개의 방을 가진 20m 길이의 복잡한 통로 구조를 가진 굴까지 다양하다.

## 분포
긴털쥐의 분포 지역은 개체수 분출을 하고 있는지 여부에 따라 달라질 수 있다. 물과 먹이를 널리 구할 수 있는 우기 이후, 긴털쥐 분포 지역은 뉴사우스웨일스 주와 퀸즐랜드 주, 웨스턴오스트레일리아 주 그리고 노던 준주와 사우스오스트레일리아 주 대부분 지역에 걸쳐 최대 130,000 제곱킬로미터를 기록한다. 개체수 분출 시기 동안에 개체수는 헥타르 당 수백 마리에 이른다. 개체수 분출이 없는 시기의 긴털쥐의 분포 지역에 대해서는 거의 알려져 있지 않지만, 녹색 식물과 물이 없으면 겨우 13일을 버틸 수 있는 것으로 알려져 있으며 물과 먹이를 구할 수 있는 곳에 좀더 제한적이고 집중적으로 분포하는 것으로 간주된다.

## 습성
긴털쥐는 야행성 동물로 활동량은 달빛의 양에 영향을 받는 것으로 보인다. 활동하는 시간의 대부분을 굴과 굴 주변에서 보내고 땅 아래에서 최대 80%의 시간을 보내는 육상성 활동이 많은 종이다. 앞이 트인 지역에서 움직이지만 포식자를 대비하여 자신을 보호하기 위해 계속해서 식물 덮개에 가까운 곳을 유지한다.

## 번식
긴털쥐는 먹이를 구할 수 있으면 연중 언제든 반식을 할 수 있다. 새끼의 수는 5~10마리로 다양하지만 전염병이 유행하는 시기에는 3주에 12마리의 비율로 번식을 한다. 임신 기간은 22~24일이고, 새끼는 보통 생후 70일이 지나면 성적으로 성숙해진다.

## 먹이
긴털쥐의 먹이는 많이 알려져 있지 않다. 먹이는 주로 나무 줄기와 잎, 풀뿌리, 허브, 다즙 식물로 이루어져 있으며, 일부 씨앗과 곤충을 포함하고 있다. 농업 지역에서 록멜론이나 해바라기와 같은 다양한 농작물을 먹기도 한다. 대부분 초식동물이지만 긴털쥐는 때때로 육식성을 띠며 심지어 자신과 같은 종을 먹기도 한다.

## 포식
긴털쥐는 수많은 포식자들에게 최고 수위의 포식 대상이다. 포식자에 원숭이올빼미(Tyto alba)와 검은겨드랑솔개(Elanus scriptus)와 같은 맹금류 그리고 고양이와 야생고양이, 개, 여우와 뱀 등이 포함된다.

## 보전 상태
긴털쥐는 1999년 환경보호 및 생물다양성 보존 조례 목록에는 들어있지 않다. 그러나 웨스턴오스트레일리아 주 자원식품부의 1976년 농업 및 관련 자원 보호법의 농업 해충 목록에 올라 있다. 이를 통해 웨스턴오스트레일리아 주의 다양한 지역에서 승인된 관리 프로그램을 구현할 수 있다. 그러나 환경보전부(DEC)가 시행한 1950년 야생동물보전법에 의한 보호는 긴털쥐가 환경보전부로부터 허가를 받아야만 사냥을 할 수 있음을 의미한다. 관리 프로그램에는 맹금류와 농약 살포를 조장하는 비농작물 지역에 대한 관리와 같은 선택 사항을 포함하고 있다.